# Manuel António Rabelais
Manuel António Rabelais é um jornalista, teólogo, marqueteito e político de Angola.
Antigo Director Geral da Rádio Nacional de Angola, Manuel Rabelais foi nomeado em 2006, por José Eduardo dos Santos, como Ministro da Comunicação Social do Governo de Unidade e Reconciliação Nacional de Angola, ocupando funções de 2005 a 2010.
Manuel Rabelais continuou no ministério e no governo de Angola, desempenhando o cargo de porta-voz do governo angolano.